# Franz Xaver Niemetschek
Franz Xaver Niemetschek (en checo František Xaver Němeček, en polaco Niemeczek; Sadská, Bohemia, 24 de julio de 1766-Viena, 19 de marzo de 1849) fue un filósofo, crítico musical y catedrático universitario checo. Escribió una completa y detallada biografía de Wolfgang Amadeus Mozart que se convirtió en una importante fuente de información acerca del compositor.

## Vida
Niemetschek provenía de una gran familia de músicos. Estudió en Praga y leyó Filosofía en la Universidad. Enseñó poesía y latín en la ciudad de Pilsen e inició un negocio publicando música. En el año 1800 obtuvo su doctorado y en 1802 fue  profesor en la Universidad de Praga, enseñando lógica, ética y pedagogía. El compositor Jan Hugo Vorisek fue uno de sus pupilos. Recibió las llaves de las ciudades de Pilsen y Praga por su valiosa contribución en las artes, como director de un instituto para sordomudos. Escribió libros acerca de la historia de la música. Vivió cerca de la residencia de Josepha Duschekova en el Palacio de Liechtenstein en el Barrio Pequeño de Praga, y fue un asiduo visitante de las reuniones musicales de Bertramka. En 1820 abandonó la ciudad de Viena por los desacuerdos con las autoridades de la Universidad.
Niemetschek fue uno de los primeros críticos musicales en Praga. Consideró el singspiel como el factor principal en el declive de los estándares musicales de la ciudad.
Niemetschek murió en Viena en el año 1849 y fue enterrado en el Cementerio de San Marcos en Viena. Desafortunamente su patrimonio, que contenía muchos documentos valiosos, se ha perdido.

## Biografía acerca de Mozart
Constanze Mozart, la viuda del compositor, proporcionó a Niemetschek un gran número de documentos para su investigación. Su libro Leben des K.K. Kapellmeisters Wolfgang Gottlieb Mozart fue publicado en 1798. Más tarde, en 1808, fue publicado con modificaciones con el título de Lebensbeschreibung des K.K. Kapellmeisters Wolfgang Amadeus Mozart. Niemetschek decía haber tenido una larga relación con Mozart, pero la falta de citas directas o de menciones a conversaciones personales ha llevado a algunos estudiosos, como Walther Brauneis, a dudar de que Niemetschek conociera personalmente a Mozart. Sin embargo, sí que acogió a los dos hijos supervivientes de Mozart en su casa del Barrio Pequeño e hizo las veces de padre adoptivo para ellos.
La biografía deja claro que Niemetschek estaba orgulloso de su nacionalidad checa, y hace hincapié en lo calurosamente recibido que era Mozart en sus visitas a Praga.